# Évelyne Letourneur-Cordier
Pour les articles homonymes, voir Letourneur.
Évelyne Letourneur-Cordier, née le 13 septembre 1947 à Vernon (Eure), est une gymnaste artistique française.
Elle remporte le concours général des Championnats de France en 1965.
Aux Championnats de France 1967, elle remporte toutes les épreuves (concours général individuel, saut, barres asymétriques, poutre et sol).
Elle dispute les Jeux olympiques d'été de 1964 à Tokyo et les Jeux olympiques d'été de 1968 à Mexico. Elle met un terme à sa carrière en 1968.